# Мелленгаген
Мелленгаген (нім. Möllenhagen) — громада в Німеччині, розташована в землі Мекленбург-Передня Померанія. Входить до складу району Мекленбургіше-Зенплатте. Складова частина об'єднання громад Пенцлінер-Ланд.
Площа — 49,80 км2. Населення становить 1527 ос. (станом на 31 грудня 2020).